# Nick Gomez (acteur)
Pour les articles homonymes, voir Nick Gomez et Gomez.
Nick Gomez est un acteur américain né le 2 octobre 1978 à Benson en Arizona.

## Filmographie

### Cinéma
- 1989 : The Cellar : le garçons avec un avion
- 2009 : 12 Rounds : Samuel
- 2009 : Bad Lieutenant : Escale à La Nouvelle-Orléans : Evaristo Chavez
- 2010 : Mords-moi sans hésitation
- 2011 : Le Chaperon : Nick, le chauffeur de bus
- 2011 : Hell Driver : Fucking Middle
- 2012 : The Iceman : Alvaro
- 2012 : Paranormal Abduction : le thérapeute
- 2013 : Hours : Lobo
- 2013 : The Starving Games : le Na'vi
- 2014 : The Amateur : Julio
- 2016 : Blood Sombrero : Lucifer
- 2016 : Sniper: Ghost Shooter : Miguel Cervantes
- 2016 : Day of Reckoning : Garrett
- 2016 : Domain : Houston
- 2017 : The Raking : Bartender
- 2017 : King and Pawns : Ray
- 2018 : The Nanny : Officier Frank
- 2019 : Snatchers : Oscar Ruiz
- 2019 : Jumanji: Next Level : l'homme ivre dans l'oasis
- 2020 : Not So Wild West : Wyatt Ford
- 2020 : The Step Daddy : Détective Robert Bridges
- 2020 : My Girlfriend the Serial Killer : agent Andrew Holland
- 2021 : Potential : Jack

### Télévision
- 1991 : L'Équipée du Poney Express : Matthew (1 épisode)
- 2001 : New York, police judiciaire : le voyou latino (1 épisode)
- 2001 : Power Rangers Time Force : l'assistant réalisateur (1 épisode)
- 2002-2003 : Dawson : Broker Nick et un ouvrier (5 épisodes)
- 2010 : Le Pacte de grossesse : le notaire
- 2010-2011 : Treme : Jay (5 épisodes)
- 2011 : Wendy : le jardinier (9 épisodes)
- 2012 : Breakout Kings : Dale (1 épisode)
- 2012 : The Walking Dead : Thomas (2 épisodes)
- 2013 : Drop Dead Diva : Scott Moore (1 épisode)
- 2013 : Dexter : Javier "El Sapo" Guzman (2 épisodes)
- 2013 : Nashville : Santiago (1 épisode)
- 2014 : Major Crimes : Manuel Escobedo (1 épisode)
- 2014-2015 : The Red Road : Frank Morgan (8 épisodes)
- 2015 : Longmire : Dwight Brisco (1 épisode)
- 2015 : NCIS : Enquêtes spéciales : Nicky Jones (1 épisode)
- 2016 : Harry Bosch : Nick Riley (6 épisodes)
- 2016 : Hôpital central : Marcos Santos (2 épisodes)
- 2017 : Les Thunderman : Duffy (1 épisode)
- 2017 : Life After First Failure : l'homme à la fausse identité (1 épisode)
- 2017 : SEAL Team : Val (1 épisode)
- 2017-2018 : Snatchers : Oscar Ruiz (17 épisodes)
- 2020 : Esprits criminels : Orlando Gaines (1 épisode)
- 2022 : She-Hulk : Avocate : Dirk Garthwaite / Démolisseur (1 épisode)